# Sinforofilia
A simforofilia é um tipo de parafilia onde a atração sexual ocorre ao observar uma tragédia ou desastre, tanto da natureza como do cotidiano, exemplificando, como acidentes de carro ou incêndios. A pessoa sente excitação ao ver ou a praticar o ato em meio às destruições.

## Na cultura popular
- Na série animada de televisão Drawn Together, uma subtrama de um episódio gira em torno da excitação sexual da personagem Clara ao ver acidentes de carro.

- Os personagens principais do romance Crash de J. G. Ballard, são sinforófilos.

- No episódio 24 da sétima temporada de Criminal Minds o antagonista é um sinforófilo.